# CD1
En inmunología se denomina CD1 a un tipo de molécula presentadora de antígenos no clásica (refiriéndonos a MHC I y MHC II como moléculas presentadoras de antígenos clásicas), debido a que la información que codifica a esta proteína no se encuentra dentro de la región codificante para los complejos clásicos (MHC I y MHC II)  (véase Complejo_mayor_de_histocompatibilidad). 
Se caracteriza por poseer un peso molecular de 43-49 kDa. Su función biológica en la célula es  presentar antígenos lipídicos (por ejemplo glucolípidos de patógenos) a los linfocitos NKT (no confundir con Células NK). Los linfocitos NKT expresan marcadores característicos de linfocitos citolíticos naturales (células NK) así como receptor de células T. La proteína CD1 posee similitud con el MHC clase I (véase Complejo_mayor_de_histocompatibilidad), en cuanto a su organización de subunidades y a su asociación a microglobulina β2, sin embargo se comporta como una molécula de MHC clase II, lo anterior respecto a la forma en la que "carga" o adquiere sus ligandos. Se expresa específicamente en: timocitos corticales, células de Langerhans, células dendríticas, linfocitos B, epitelio intestinal, músculo liso y endotelio de vasos sanguíneos. Hay varias proteínas CD1 que se expresan en los seres humanos, en general esta proteína se encuentra presente en aves y en una infraclase de mamíferos denominada placentalia. Aunque las vías de tráfico celular difieren de formas sutiles, todas las moléculas CD1 se unen a los lípidos y los muestran por una sola vía. Las moléculas CD1 recién sintetizadas captan lípidos celulares y los llevan a la superficie celular. Desde aquí, los complejos CD1-lípido son captados por endocitosis en los endosomas o los lisosomas, donde se capturan los lípidos que han sido ingeridos del ambiente externo, y los nuevos complejos CD1-lípido vuelven a la superficie celular. De este modo, las moléculas CD1 adquieren los antígenos lipídicos interiorizados por endocitosis durante el reciclado y los presentan sin un procesamiento aparente. Los linfocitos NKT que reconocen a los antígenos lipídicos pueden intervenir en la defensa contra los microbios, en especial contra las Micobacterias (ricas en componentes lipídicos).

## Tipos
Las moléculas CD1 se clasifican en el grupo 1 y grupo 2.
- Grupo 1

Comprende a los tipos CD1a, CD1b y CD1c. Estas proteínas se unen a glucolípidos, fosfolípidos y antígeno lipopeptídicos derivados de microbios.
- Grupo 2

Constituido por los tipos CD1d y CD1e. Se cree que estas proteínas se unen principalmente a antígenos lipídicos propios como esfingolípidos y diacilgliceroles.